# Claude Louis Brun
Pour les articles homonymes, voir Brun.
Claude Louis Brun dit Lebrun, né le 23 août 1735 à Baume-les-Dames (Doubs), mort le 11 juin 1811 à Baume-les-Dames (Doubs), est un général de brigade de la Révolution française.

## États de service
Il entre en service le 12 septembre 1751, dans le régiment de la Sarre, et en 1756, il est envoyé en Nouvelle-France avec son régiment pendant la guerre de Sept Ans. Il rentre en France en 1761. Il est fait chevalier de Saint-Louis en 1763.
Il est nommé chef de bataillon le 16 novembre 1793, et le 16 janvier 1794, il passe chef de brigade à la 102e demi-brigade d’infanterie.
Il est promu général de brigade provisoire le 25 février 1794, à l’armée d’Italie. Le 13 juin 1795, il ne figure pas dans la réorganisation de l’état-major général, et le 31 mars 1796, il est admis à la retraite avec le grade de chef de brigade.
Il meurt le 11 juin 1811 à Baume-les-Dames.

## Sources
- (en) « Generals Who Served in the French Army during the Period 1789 - 1814: Eberle to Exelmans »
- (pl) « Napoléon.org.pl »
- Alex Mazas, Histoire de l'ordre royal et Militaire de Saint-Louis depuis son institution, jusqu'en 1830, Tome 1, Firmin Didot frère, Paris, 1860, p. 554.